# Silja Häusermann
Silja Häusermann (* 1977 in Luzern) ist eine Schweizer Politologin. Sie leitet als Professorin den Lehrstuhl für Schweizer Politik und Vergleichende politische Ökonomie am Institut für Politikwissenschaft (IPZ) der Universität Zürich.

## Leben und Wirken
Silja Häusermann studierte zwischen 1997 und 2001 Politikwissenschaften an der Universität Genf. Am Hochschulinstitut für öffentliche Verwaltung der Universität Lausanne absolvierte sie ein Nachdiplomstudium in Public Administration. Zwischen 2000 und 2007 war sie Assistentin an der Universität Lausanne und danach an der Universität Zürich, wo sie promoviert wurde. Es folgte ein Forschungsaufenthalt am Government Department der Harvard University in Cambridge, USA. 2007 bis 2011 forschte sie als Oberassistentin am Lehrstuhl für Vergleichende Politikwissenschaft der Universität Zürich. 2011 bis 2012 lehrte und forschte Häusermann als Juniorprofessorin in Politikwissenschaft an der Universität Konstanz. Seit September 2012 ist sie Inhaberin des Lehrstuhls für Schweizer Politik und Vergleichende politische Ökonomie am Institut für Politikwissenschaft.
Preise und Auszeichnungen
2008/9 war sie als Max Weber Fellow am Europäischen Hochschulinstitut in Florenz.
2018 erhielt Häusermann den UZH-Lehrpreis wegen der ausgezeichneten Qualität ihrer Lehre. Für 2024 wurde ihr der Schader-Preis zugesprochen.

## Forschungsschwerpunkte
Häusermanns Forschungsschwerpunkte sind vergleichende Wohlfahrtsstaatenforschung, vergleichende politische Ökonomie, Renten- und Familienpolitik, Parteien- und Verbändesysteme, Politikanalyse sowie Europäisierung/Internationalisierung.

## Schriften (Auswahl)
- The Politics of Welfare State Reform in Continental Europe: Modernization in Hard Times. Cambridge University Press, Cambridge 2010, ISBN 978-0-521-18368-0.
- Reform Opportunities in a Bismarckian Latecomer: Restructuring the Swiss Welfare State. In: Bruno Palier (Hrsg.): A Long Goodbye to Bismarck? The Politics of Welfare Reform in Continental Europe (= Changing Welfare States Series). Amsterdam University Press, Amsterdam 2010, ISBN 978-90-8964-234-9.
- mit Patrick Emmenegger, Bruno Palier, Martin Seeleib-Kaiser: The Age of Dualization. The Changing Face of Inequality in Deindustrializing Societies. Oxford University Press, Oxford 2012, ISBN 978-1-84545-580-4.
- mit Pablo Beramendi, Herbert Kitschelt, Hanspeter Kriesi: The Politics of Advanced Capitalism. Cambridge University Press, Cambridge 2015, ISBN 978-1-316-16324-5.
- mit Tarik Abou-Chadi, Reto Bürgisser et al.: Wählerschaft und Perspektiven der Sozialdemokratie in der Schweiz. NZZ Libro, Zürich 2022, ISBN 978-3-907291-79-5.